# Suszica (obwód Błagojewgrad)
Suszica (bułg. Сушица) – wieś w południowo-zachodniej Bułgarii, w obwodzie Błagojewgrad, w gminie Simitli. Według danych Narodowego Instytutu Statystycznego, 31 grudnia 2011 roku wieś liczyła 79 mieszkańców.